# Трансилванија (порекло имена)
Трансилванија има неколико пуноправних и званичних а различитих, оригиналних имена, у неколико различитих култура.

## Трансилванија
- Први докуменат где се помиње појам преко шуме (лат. Ultra siluam) је на средњовековном латинском језику из 1075. године и односи се оквирно на данашњу територију.
- Појам део иза шуме (лат. Partes Transsylvanæ) датира из истог века и коришћен је у документу Legenda Sancti Gerhardi и накнадно као Трансилванија (Transsilvania) у средњовековним документима Краљевине Мађарске која су била писана на латинском језику.

## Ардеал/Ердељ (Ardeal/Erdély)
За имена Ардеал (рум. Ardeal) и Ердељ (мађ. Erdély) се верује да су повезана и да потичу из истог корена. Оригиналан извор и значење имена, једни другима обе стране, мађарска и румунска, оспоравају и тврде да је њиховог порекла, предмет је расправе, али нигде нема писаног трага потврде ниједној од теорија.
Први писани траг који користи мађарски облик, се налази документу из 12. века Геста Хунгарорум (Gesta Hungarorum) у облику Ердеуелу (Erdeuelu), док први писани траг румунског облика је из 1432. године Арделиу (Ardeliu). Ова разлика се у употреби слова a/e може наићи у речима која су данас у заједничкој употреби - са истим значењем, пример за то је agriş/egres (врста рибизле).

#### Мађарска теорија — Ердељ ()
Мађарско историчарско-лингвистичка теорија:
- Назив Ердељ (Erdély) (Шумадија), потиче од речи Ерде-елве (Erdő-elve), што значи иза шуме. Ерде (Erdő) се односи на велика шума у планинама а додатак елве (elve) је произашло из облика ели (elü) што значи иза.[1]По неким теоријама,[2] Мађари су користили овај облик још пре досељавања у ове крајеве, када су још живели у Етелкезу. Источни Карпати су за њих били Ердељ - Велике планинске шуме.
- Латински облик имена Ултрансилванија (Ultrasylvania) (1077), касније Трансилванија (Transylvania) је директан превод на латински са мађарског језика (а не обрнуто).[3]
- Румунска форма Ардеал (Ardeal), долази од старог мађарског облика Ардо/Ерде (Ardó/Erdő)- шума.

#### Румунска теорија — Ардеал ()
Румунски извори тврде да је порекло имена непознато, али дају алтернативне тврдње о пореклу:
- Порекло имена потиче од назива римске провинције Дакија (Dacia Aureliana) која је добијена од римског императора Аурелијана у 3. веку, где је Аурелиана прешла у оба облика румунски Ардеал и мађарски Ердељ.
- Арде може бити и реч Индо-Европског порекла са значењем шума, слично облику Арден (Arden, Ardennes).
- Ардерих (Arderich), германски краљ који је владао Трансилванијом у 5. веку, и могуће је да име има корене из овог облика.
- У писму из 960, где Хазарски краљ Јосип пише Chasdai ibn Shaprut-у, спомиње се Ардиљска земља (Eretz Ardil), пуна злата и сребра.[4][5][6] На данашњем хибру језику пише се исто : ארדיל. Ова теорија сугерише да је Ардиал (Ardi(a)l) примарна форма имена и да Ардеал ("Ardeal") румунског језичког порекла, етнонум.
- По румунским лигвистима ељ (ely) са значењем преко је једина у мађарском језику (Побијају тврдње мађарских лингвиста). Има доста мађарских позајмљених речи из румунског језика и завршавају се са ељ, али ни једна не значи преко.... (На пример, мађарски borbely > румунски bărbier, српски берберин се не може превести као преко браде).[7][8]

### Немачка теорија — Зибенбирген ()
Постоји неколико теорија о настанку немачког облика имена Зибенбирген за Трансилванију.
Најраширенија прихваћена теорија је да се назив Зибенбурген односи на седам главних утврђења трансилванијских Саса. Овај облик имена се први пут помиње у документу из 1296. године. Такође се налази документован у верзији седам утврђења (Septem Castra). Градови на које се ово односи су: Брашов (Braşov, Kronstadt, Brassó), Сигишоара (Sighişoara, Schässburg, Segesvár), Медијаш (Mediaş, Mediasch, Medgyes), Сибињ (Sibiu, Hermannstadt, Nagyszeben), Себеш (Sebeş, Mühlbach, Szászsebes), Бистрица (Bistriţa, Bistritz, Beszterce) и Клуж-Напока (Cluj-Napoca, Klausenburg, Kolozsvár).

### (Пра)бугарска теорија
Етимологија „Ердељ (Erdély)“ је прабугарска, а Седмиградско, Седмоградско, Sedmogradska — бугарска.
После пораза Аварског каганата, током више од два века (9—10. векова) подручје је бугарско и део је такозване Прекодунавске Бугарске.
Остале теорије:
- Зибенбирген значи седам утврђења, али се не односи на градове Саса. Трансилванија и долина реке Марош су били први предели коју су седам надолазећих мађарских племена населили. По легенди сваки од седам поглавара је подигао по једну утврду када су ступили на тло у регији карпатског басена.[10]
- Зибенбурген потиче само од речи седам градова или утврђења. Ова теорија је уврежена код Фламанаца, Немаца и Холанђана који су се доселили у Трансилванију, пошто је у њиховим старим крајевима било региона који су се звали Зевенберген ("Zevenbergen"), у јужној Холандији, Севенберген ("Sevenbergen"), источно од града Хамелн (Hameln) на реци Весер (Weser) у Немачкој.[11]
- Прво насеље Саса у Трансилванији било је Сибињ (Hermannstadt). Рано немачко име за град је био Цибинбург (Cibinburg), слично Цибиниенсису (Cibiniensis), латинском имену за тај крај. Алтернативни облик имена је преведен на немачки као Зибенбирген (Siebenbürgen) и постао је синоним за целу област.[3]

Словенски облици имена:
Sedmigradsko, Sedmogradsko, Седмиградско, Седмоградско, Sedmogradska, Sedmihradsko, Sedmohradsko, Siedmiogród, Semihorod, Семигород могу бити директни преводи са немачког језика.